# 木曽路 (企業)
株式会社木曽路（きそじ）は、愛知県名古屋市昭和区白金三丁目に本拠を置く飲食店等を運営する企業。

## 概要
株式会社木曽路のルーツは、1950年、松原清子が愛知県名古屋市中区大須赤門前に「喫茶松葉」を開店したことに始まる。店舗面積10坪、座席数24席のささやかな喫茶店。開店から3年後の1953年、大橋正行が婿養子として松原家に入るかたちで松原清子と結婚、松原姓となり「喫茶松葉」のマスターとして働き始めた。
1957年、松原正行が「株式会社まつば喫茶」の代表取締役社長に就任し、喫茶松葉の多店舗化が始まる。音楽喫茶などの特色を売りに、名古屋でも指折りの喫茶チェーンを創りあげる。その絶好調の中で新業態への研究に打ち込み、1966年、しゃぶしゃぶの木曽路1号店を名古屋市中区栄に出店。以後、喫茶松葉の店舗を業態転換するなどして店舗展開をすすめていく。木曽路以外にもファミリーレストラン「地中海」や、民芸風居酒屋「居来瀬」（現素材屋。「いりゃーせ」とは名古屋弁で「いらっしゃい」の意）、カフェバーの「ビッグウエンズデー」（閉店）など、様々な業態の外食店舗の開発に着手する。
1975年には多店舗化の中でさらなる品質の向上のため、セントラルキッチンを設立。1977年、グループ名を「松葉グループ」から「地中海グループ」に変更。3年後の1980年、「地中海グループ」の各社が合併し、現在の「株式会社木曽路」が発足。1982年、しゃぶしゃぶの木曽路の東京進出。1987年、中部地区の外食企業としては初めて名古屋証券取引所2部に上場を果たす。同年、しゃぶしゃぶの木曽路は関西に進出。1990年、九州にも進出し、全国的チェーンとなる。多店舗展開をにらんで、教育システムを整備し、今日まで独自の人材育成や日本文化の伝承に力を注いでいる。1993年、創業者松原正行社長が会長に、吉江源之が2代目社長に就任。2000年、東京証券取引所第2部に上場。2001年、東京証券取引所第1部に指定。2006年、創業者松原正行が相談役に、吉江源之が会長に、松原秀樹が3代目社長に就任。2010年10月1日、創業者の松原正行が多臓器不全で死去。

## 沿革
- 1950年7月 - 名古屋大須赤門通りで「喫茶マツバ」開業。
- 1952年9月30日 - 株式会社まつば喫茶設立。
- 1966年9月 - しゃぶしゃぶの木曽路1号店として名古屋市中区に「木曽路瓦町店」を開店。
- 1976年8月 - 民芸風居酒屋の居来瀬1号店として名古屋市熱田区に「居来瀬金山店」を開店。
- 1982年4月 - 関東地区1号店として東京都中央区銀座に「木曽路銀座五丁目店」を開店。
- 1987年10月 - 関西地区1号店として大阪市北区に「木曽路北新地店」を開店。
- 1987年11月 - 名古屋証券取引所第2部に上場。
- 1990年11月 - 九州地区1号店として福岡市中央区に「木曽路天神ダダビル店」を開店。
- 1996年4月 - 焼肉の「じゃんじゃん亭」1号店として名古屋市南区に「じゃんじゃん亭星崎店」を開店。
- 1996年5月 - 東海地区の居酒屋部門「居来瀬」を「素材屋」に屋号変更。
- 2000年7月 - 鶏料理の「とりかく」1号店として東京都港区に「とりかく田町店」を開店。
- 2000年9月 - 東京証券取引所市場第2部に上場。
- 2001年9月 - 東京証券取引所、名古屋証券取引所市場第1部に上場。
- 2007年6月 - 和食レストラン「鈴のれん」1号店として名古屋市天白区に「鈴のれん相生山店」を開店。
- 2012年10月 - ワイン食堂「ウノ」1号店として名古屋市中村区に「ウノ名駅3丁目店」を開店。
- 2020年10月 - 中部･北陸圏における外食関連業界団体「共創 和や会（きょうそう なごやかい）」設立及び参画。
- 2021年1月27日 - 千葉県を中心に焼肉店「大将軍」を運営する株式会社大将軍の全株式を取得し、子会社化[3]。
- 2022年10月1日 - 食肉加工の株式会社建部食肉産業の全株式を取得し、子会社化[4]。
- 2023年7月1日 - 子会社の株式会社大将軍を吸収合併[5]。
- 2024年2月16日 - 違法な長時間労働の疑いで、法人としての同社本社と男性部長を労働基準法違反容疑で書類送検（詳細は後述）。

## 会社の現況

### 業態及び内容
| 画像               | 部門               | 業態           | 内容                       |
| ------------------ | ------------------ | -------------- | -------------------------- |
| 木曽路             | 木曽路部門         | 木曽路         | しゃぶしゃぶ・日本料理     |
| 素材屋             | 素材屋部門         | 素材屋         | 居酒屋・和食レストラン     |
| 焼肉じゃんじゃん亭 | じゃんじゃん亭部門 | じゃんじゃん亭 | 焼肉                       |
|                    | とりかく部門       | とりかく       | 鶏料理                     |
| 鈴のれん           | その他             | 鈴のれん       | 和食                       |
|                    | その他             | 外販           | しぐれ煮、胡麻だれ類       |
|                    | その他             | 不動産賃貸     | 名古屋市昭和区山手通の店舗 |

かつては「地中海」の名前でファミリーレストラン事業を展開していたが、1999年8月31日に全店撤退し、一部店舗は素材屋を中心に業態変更している。

### 営業所及び工場
- 本社:愛知県名古屋市昭和区白金三丁目18-13
- 関東地区:東京都江東区東陽二丁目4番2号　新宮ビル5F
- 近畿地区:大阪府吹田市江坂一丁目13-41 江坂NKビル3階
- 工場:愛知県大府市一屋町三丁目36番地
- 店舗数:191

| 都道府県名 | 店舗数 | 都道府県名 | 店舗数 | 都道府県名 | 店舗数 |
| ---------- | ------ | ---------- | ------ | ---------- | ------ |
| 愛知県     | 46     | 東京都     | 36     | 大阪府     | 18     |
| 岐阜県     | 4      | 千葉県     | 31     | 兵庫県     | 8      |
| 三重県     | 4      | 埼玉県     | 16     | 奈良県     | 2      |
| 静岡県     | 1      | 神奈川県   | 14     | 和歌山県   | 1      |
|            |        | 群馬県     | 3      | 岡山県     | 1      |
|            |        | 栃木県     | 2      | 福岡県     | 3      |
|            |        | 茨城県     | 1      |            |        |

## 株式の状況
2010年3月31日現在。
- 発行可能な株式総数 - 60億株
  - 普通株 - 60億株
  - 第1種から第4種の優先株 - 2億株
- 発行済株式総数 - 25,913,889
- 株主数 - 17,237
- 自己株式 - 72,833千株

### 使用人の状況
| 性別 | 使用人の数 | 前期末比増減 | 平均年齢 | 平均勤続年数 |
| ---- | ---------- | ------------ | -------- | ------------ |
| 男性 | 1,059      | 25減         | 37.8歳   | 8.9年        |
| 女性 | 185        | 7増          | 36.2歳   | 5.6年        |

### 株主優待
| 株数    | 内容                                 |
| ------- | ------------------------------------ |
| 100-499 | 半期1,600円相当（年間3,200円相当）   |
| 500-999 | 半期8,000円相当（年間16,000円相当）  |
| 1000-   | 半期16,000円相当（年間32,000円相当） |

毎年3月31日及び9月30日現在、100株以上所有の株主に、優待券を6月末及び12月中旬に送付

### 主要な借入先
| 借入先               | 借入金残高（百万円） |
| -------------------- | -------------------- |
| 株式会社三菱UFJ銀行  | 620                  |
| 株式会社近畿大阪銀行 | 100                  |
| 株式会社名古屋銀行   | 100                  |
| 株式会社愛知銀行     | 100                  |
| 株式会社みずほ銀行   | 30                   |

## 不祥事

### メニュー偽装
2015年7月27日に、大阪区検察庁は誤認惹起による不正競争防止法違反で運営会社と従業員2人を略式起訴した。2012年12月3日から2014年7月17日に、大阪市内の北新地店で計約6700食が他県産の和牛を使用していたのに、松阪牛と表示して販売した疑いによるものである。
この問題を受けた内部調査の結果、刈谷店、神戸ハーバーランド店も同様の偽装が行われていたことを公表した。
この件に関し運営会社は、「処分を厳粛に受け止め、再発防止を徹底する」と説明している。

### サービス残業・長時間労働問題
同社従業員の約4割が、2021年6 -7月時点で、勤務の開始や終了を正確にタイムカードに打刻できず、勤務時間が適正に管理されていないと訴えていることが、2022年6月5日付の毎日新聞によって報じられた。従業員の中からは、打刻できない勤務内容があり、サービス残業が行われている疑いが出ている。また、同新聞のその後の取材で、2021年末に御節料理作りに従事していた複数の従業員が、1日20時間を超える長時間労働を2日間に亘り続けており、中には立ったまま仮眠を取っていた例もあったことが判明している。こうした長時間労働問題を受け、愛知労働局は2024年2月16日に、法人としての同社と、同社の56歳の男性部長を、労働基準法違反容疑で名古屋地方検察庁に書類送検した。同社は「今回の事態を厳粛に受け止め、今後同様なことが起こらないよう対策に努める」としている。